# Tommy Mitchell (Musiker)
Thomas „Tommy“ Mitchell (* 1926 in Columbia (Pennsylvania); † 30. Mai 2003) war US-amerikanischer Bassposaunist.
Mitchell begann seine Musikerkarriere Mitte der 1940er-Jahre in den Bands von Sam Donahue, Tex Beneke, Ray McKinley und im Sauter-Finegan Orchestra. Danach lebte er in New Jersey und war Mitglied der Studioband der Sid Caesar Show; außerdem spielte er in den ABC-Studios bei Shows wie Voice of Firestone,  Jimmy Dean Show und in der Dick Cavett Show. Ab den 1950er- bis in die späten 1980er-Jahre arbeitete er u. a. als Mitglied des Gil Evans Orchestra mit Miles Davis (Miles Ahead, 1957), ferner mit Dizzy Gillespie, Stan Getz, Cannonball Adderley, Tommy und Jimmy Dorsey, Coleman Hawkins (The Hawk in HiFi) und Jimmy Smith. Außerdem begleitete er die Vokalisten Frank Sinatra, Tony Bennett, Barbra Streisand, Peggy Lee, Ella Fitzgerald, Dinah Washington und Billie Holiday. Er ist auch auf den beiden Posaunen-Alben Twenty-one Trombones von Urbie Green und bei Jay and Kai + 6 von J. J. Johnson und Kai Winding zu hören.